# Villarejo de Órbigo (kommunhuvudort)
Villarejo de Órbigo är en kommunhuvudort i Spanien.   Den ligger i provinsen Provincia de León och regionen Kastilien och Leon, i den nordvästra delen av landet, 290 km nordväst om huvudstaden Madrid. Villarejo de Órbigo ligger 817 meter över havet och antalet invånare är 3 280.
Terrängen runt Villarejo de Órbigo är platt. Runt Villarejo de Órbigo är det ganska glesbefolkat, med 22 invånare per kvadratkilometer. Närmaste större samhälle är Astorga, 12,5 km väster om Villarejo de Órbigo. Trakten runt Villarejo de Órbigo består till största delen av jordbruksmark.